# 1959 no Brasil
Esta é uma cronologia dos fatos acontecimentos de ano 1959 no Brasil.

## Incumbentes
- Presidente do Brasil -  Juscelino Kubitschek (31 de janeiro de 1956 - 31 de janeiro de 1961)

## Eventos
- 30 de janeiro - É fundado o Instituto de Química da Universidade Federal do Rio de Janeiro (IQ/UFRJ).
- 31 de janeiro: A Seleção Brasileira de Basquetebol Masculino conquista o primeiro título do Campeonato Mundial de Basquetebol ao vencer a Seleção Chilena, em Santiago.[1][2]
- Março - Tem início as primeiras greves de trabalhadores, que totalizarão 65 paralisações até o fim do ano, exigindo aumento salarial devido ao alto custo de vida causado pela inflação.
- 6 de Março - É fundada o Grêmio Recreativo Escola de Samba Imperatriz Leopoldinense, tradicional escola de Samba da Zona da Leopoldina da Cidade do Rio de Janeiro.
- Maio - É fundado o Instituto Brasileiro de Ação Democrática - IBAD, organização anticomunista e antipopulista, com ligações com a CIA, que visava influenciar os debates econômico, político e social do País, por meio de ação publicitária e política.[3]
- 6 de Maio - Fidel Castro visita o Brasil.
- 17 de Junho - Por motivo das pressões para atender as exigências para o empréstimo, JK decide romper com o FMI.[4]
- Julho - A Frente Parlamentar Nacionalista, formada pelo PSD-PTB, lança a chapa Henrique Lott-João Goulart, para a Eleição presidencial de 1960.
- 23 de agosto: Começa o primeiro Campeonato Brasileiro de Futebol com os clubes campeões estaduais nas cidades do país.[5]
- Novembro - A UDN lança o ex-governador de São Paulo, Jânio Quadros, como seu candidato presidencial para a Eleição presidencial de 1960.
- 2 de Dezembro - Revolta de Aragarças:  Oficiais da Força Aérea Brasileira e do Exército Brasileiro, tentam iniciar um levante militar com tomada de poder mas falham.[6][7] Eles realizam o primeiro sequestro de avião do país.[8]
- O jornalista Antônio Calado do Correio da Manhã publica uma série de reportagens sobre as Ligas camponesas do Nordeste.
- 7 de Dezembro - A Assembleia Legislativa de Pernambuco aprova a desapropriação do Engenho Galiléia, projeto do deputado Francisco Julião, advogado da Liga camponesa do Engenho.
- 15 de Dezembro - Criada a SUDENE, pela Lei nº 3.692, que buscaria o desenvolvimento da região Nordeste do Brasil.[9]

## Nascimentos
- 13 de janeiro: Gilmar Rinaldi, ex-futebolista.
- 18 de janeiro: Nei Lisboa, músico.
- 20 de janeiro: Ivo Cassol, político.

## Mortes
- 17 de novembro: Heitor Villa-Lobos, músico, compositor e maestro (n. 1887).